# EVX1
EVX1 (англ. Even-skipped homeobox 1) – білок, який кодується однойменним геном, розташованим у людей на 7-й хромосомі. Довжина поліпептидного ланцюга білка становить 407 амінокислот, а молекулярна маса — 42 440.
| 10         |  | 20         |  | 30         |  | 40         |  | 50         |
| ---------- |  | ---------- |  | ---------- |  | ---------- |  | ---------- |
| MESRKDMVVF |  | LDGGQLGTLV |  | GKRVSNLSEA |  | VGSPLPEPPE |  | KMVPRGCLSP |
| RAVPPATRER |  | GGGGPEEEPV |  | DGLAGSAAGP |  | GAEPQVAGAA |  | MLGPGPPAPS |
| VDSLSGQGQP |  | SSSDTESDFY |  | EEIEVSCTPD |  | CATGNAEYQH |  | SKGSGSEALV |
| GSPNGGSETP |  | KSNGGSGGGG |  | SQGTLACSAS |  | DQMRRYRTAF |  | TREQIARLEK |
| EFYRENYVSR |  | PRRCELAAAL |  | NLPETTIKVW |  | FQNRRMKDKR |  | QRLAMTWPHP |
| ADPAFYTYMM |  | SHAAAAGGLP |  | YPFPSHLPLP |  | YYSPVGLGAA |  | SAASAAASPF |
| SGSLRPLDTF |  | RVLSQPYPRP |  | ELLCAFRHPP |  | LYPGPAHGLG |  | ASAGGPCSCL |
| ACHSGPANGL |  | APRAAAASDF |  | TCASTSRSDS |  | FLTFAPSVLS |  | KASSVALDQR |
| EEVPLTR    |  |            |  |            |  |            |  |            |

A: Аланін

C: Цистеїн

D: Аспарагінова кислота

E: Глутамінова кислота

F: Фенілаланін

G: Гліцин

H: Гістидин

I: Ізолейцин

K: Лізин

L: Лейцин

M: Метіонін

N: Аспарагін

P: Пролін

Q: Глутамін

R: Аргінін

S: Серин

T: Треонін

V: Валін

W: Триптофан

Кодований геном білок за функцією належить до білків розвитку. 
Задіяний у такому біологічному процесі, як альтернативний сплайсинг. 
Білок має сайт для зв'язування з ДНК. 
Локалізований у ядрі.